# Zlatá Olešnice (Trutnovi járás)
Zlatá Olešnice település Csehországban, Trutnovi járásban. Zlatá Olešnice Bernartice és Trutnov településekkel határos. Lakosainak száma 215 fő (2024. január 1.).

## Népesség
A település lakosságának változását az alábbi diagram mutatja:
| Lakosok száma | 843  | 652  | 590  | 248  | 184  | 158  | 189  | 200  | 214  | 215  |
|               | 1869 | 1890 | 1921 | 1950 | 1980 | 2001 | 2017 | 2019 | 2022 | 2024 |